# Edward Vissers

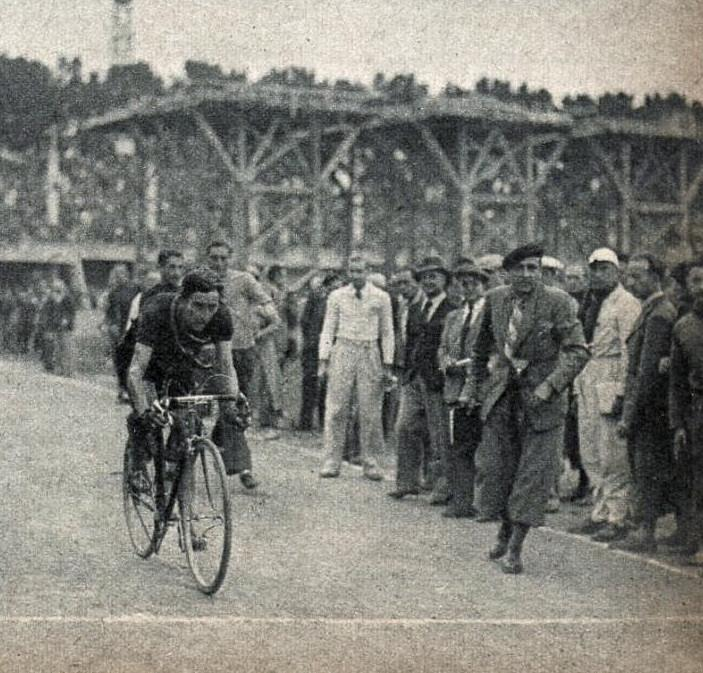
Edward Vissers in der Tour de France 1939

Edward Vissers (* 4. Juli 1912 in Antwerpen; † 2. April 1994 ebenda) war ein belgischer Radrennfahrer.

## Sportliche Laufbahn
Vissers startete 1933 als Unabhängiger. 1934 wurde er Berufsfahrer im Radsportteam L’Express und blieb bis 1943 als Radprofi aktiv. Seinen ersten Sieg holte er im Eintagesrennen um die Meisterschaft der Provinz Antwerpen. 1936 holte er einen Etappensieg in der Tour de Suisse. 1939 gewann er Paris–Belfort. Mit dem Sieg auf der 20. Etappe der Tour de France 1937 und auf der 9. Etappe der Tour de France 1939 hatte er seine bedeutendsten sportlichen Erfolge.
Zweite Plätze holte Vissers in den Rennen Grand Prix de l’Escaut 1935 und Limburg-Rundfahrt 1938. Dritter wurde er in der Flandern-Rundfahrt 1939 hinter dem Sieger Karel Kaers und bei Lüttich–Bastogne–Lüttich 1939 bei Sieg von Albert Ritserveldt (1933 wurde er Vierter).
Vissers startete dreimal in der Tour de France und konnte sich in allen drei Etappenrennen vorn platzieren. 1937 wurde er 6., 1938 4. und 1939 5. der Gesamtwertung.

## Berufliches
Vissers war nach dem Zweiten Weltkrieg als Nationaltrainer der belgischen Amateure tätig.